# 勝亦蓮
勝亦 蓮（かつまた れん、1969年1月8日 - ）は、神奈川県出身の俳優、パーソナリティ。エ・ネスト所属。旧芸名は勝亦 正（かつまた ただし）。
身長185cm。体重85kg。特技は殺陣、乗馬、歌唱、ダンス、ゴルフ、スポーツ観戦。
師は俳優の石坂浩二。2003年、演劇ユニット「勝亦蓮パワープレイシアター」を旗揚げ。

## 出演作品

### 映画
- スワロウテイル（1996年） - 警官
- 武蔵 -むさし-（2019年） - 武田忠次

### テレビドラマ
- 腕におぼえあり（1992年）
- 大河ドラマ
  - 秀吉（1996年）
  - 毛利元就（1997年）
  - 徳川慶喜（1998年）
  - 元禄繚乱（1999年） - 間十次郎
  - 北条時宗（2001年）
- 天晴れ夜十郎（1996年）
- 剣客商売（藤田まこと版） 2（1999年） - 阿部新之助
- 宮本武蔵（2001年）
- 水戸黄門 第29部（2001年） - 名張の耳
- マリア（2001年）
- ウルトラマンコスモス 第18話「二人山伝説」（2001年） - 怨霊鬼 戀鬼（声、スーツアクター）

### 舞台
- アニー（1997年） - ニューヨークの人々、ジミー、海兵隊、他[4][出典無効]
- サウンド・オブ・ミュージック
- 侍ひとり
- シュガー
- ハウ・トゥー・サクシード
- 反逆児
- マイ・フェア・レディ
- ミツコ
- 南太平洋

### ラジオ
- 勝亦蓮 北のサムライ - (2003年4月-2004年月曜日21:30-22:00)HBCラジオ、メインパーソナリティとラジオドラマ出演
- 北の偉人物語（2001年-2003年3月）HBCラジオ、メインパーソナリティ
- 勝亦蓮のアクターズレディオ（2016年 - ） - メインパーソナリティ

### CD
- 谷村新司 英雄（1994年）